# ZX Spectrum
ZX Spectrum – wczesny komputer domowy produkowany przez angielską firmę Sinclair Research od 1982 roku, następca ZX-81. Początkowo komputer miał nazywać się ZX-82.

## Parametry techniczne

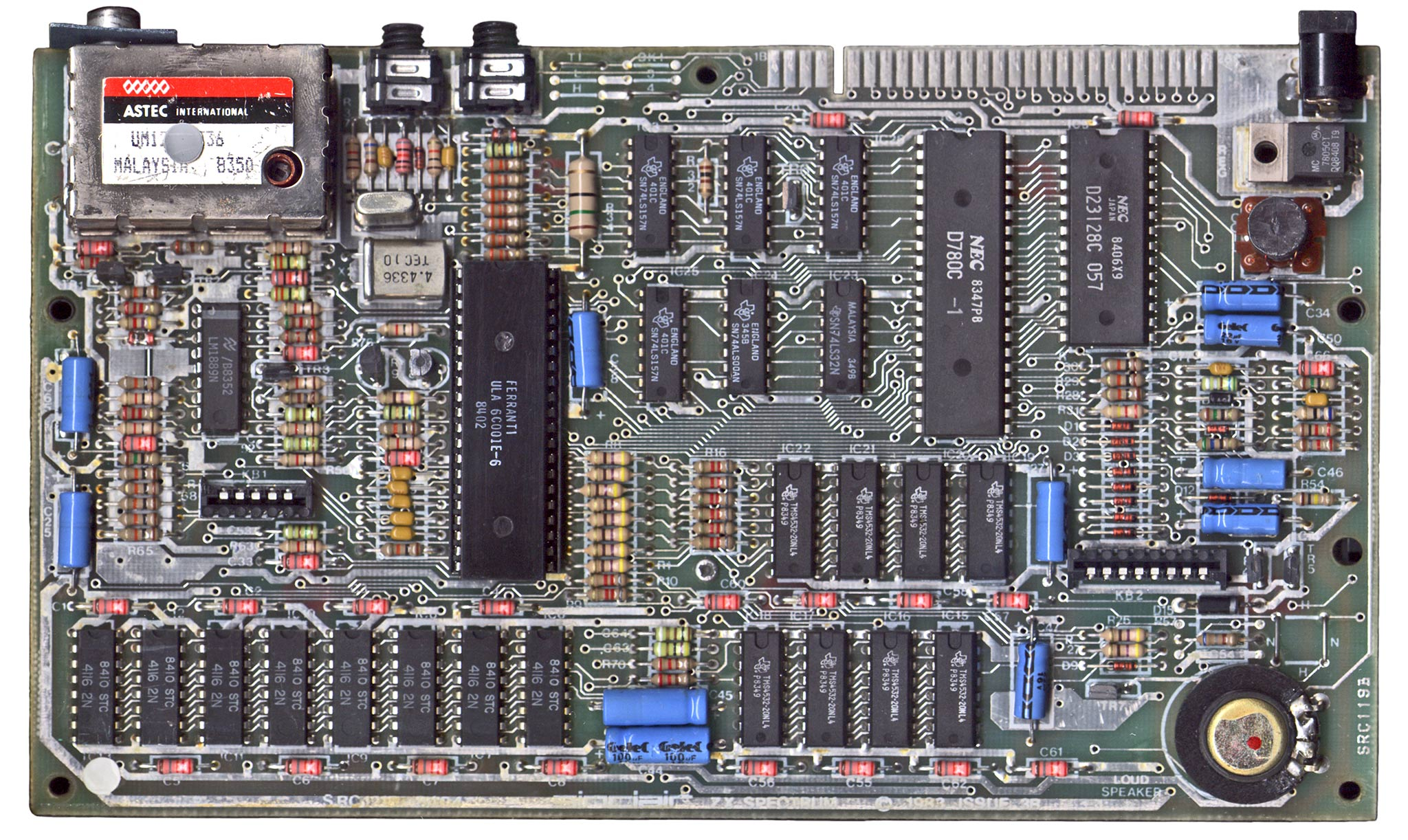
Płyta główna ZX Spectrum z pamięcią 48 KB (wersja 3B, 1983)

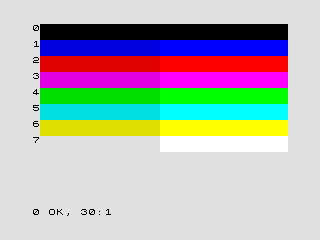
Screenshot ekranu z paletą barw

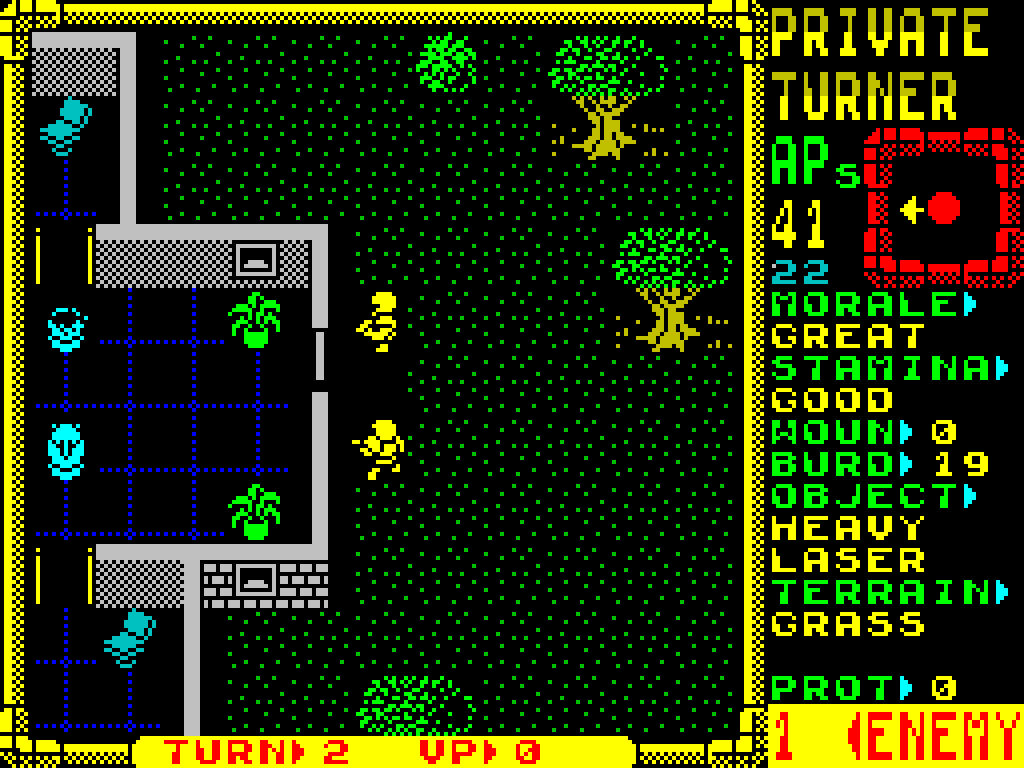
Laser Squad

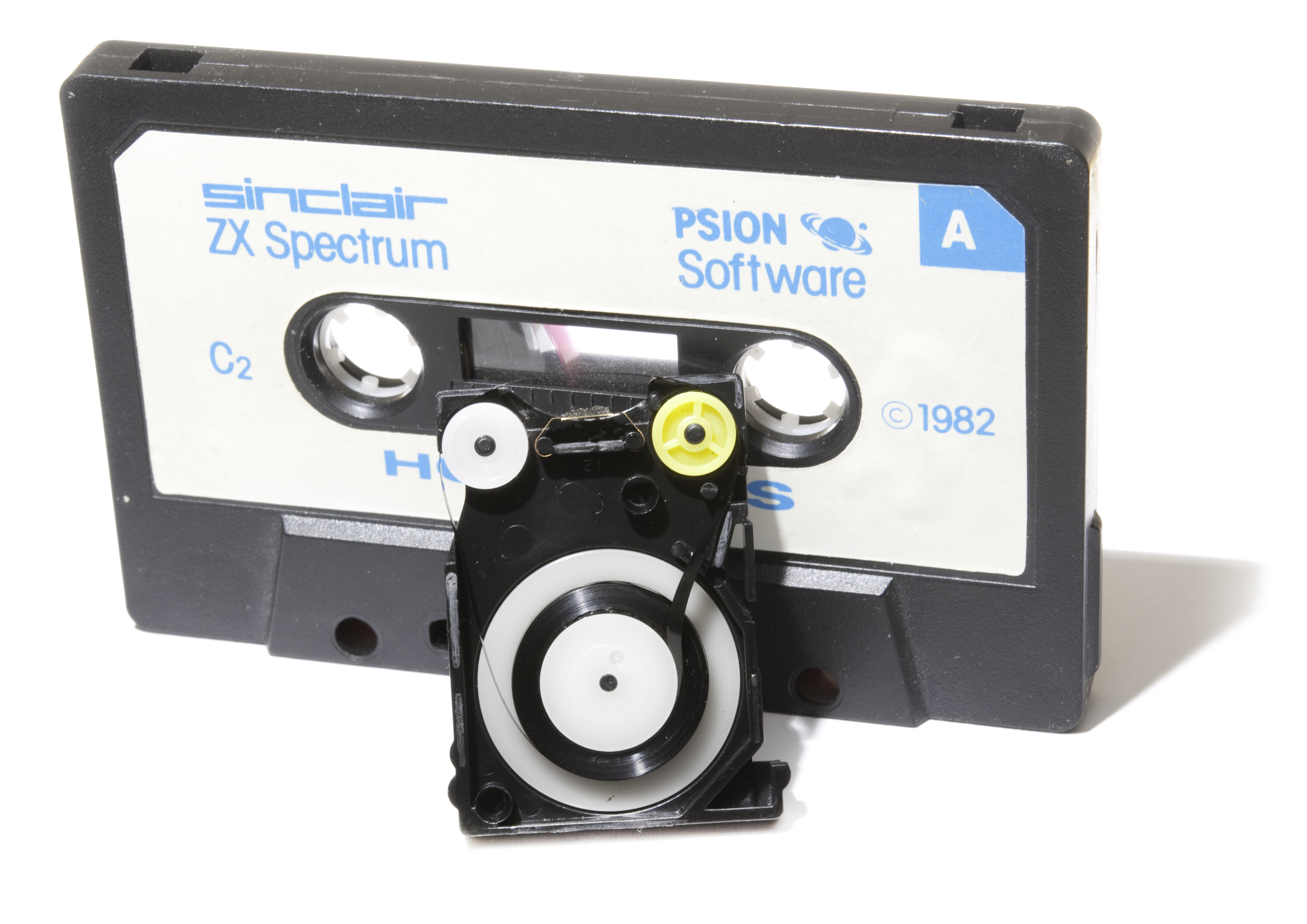
Nośnikiem danych w pamięci masowej ZX Spectrum była kaseta magnetofonowa, po dokupieniu ZX Interface 1 z ZX Microdrive także specjalna pamięć magnetyczna, patrz otwarta kasetka na fotografii

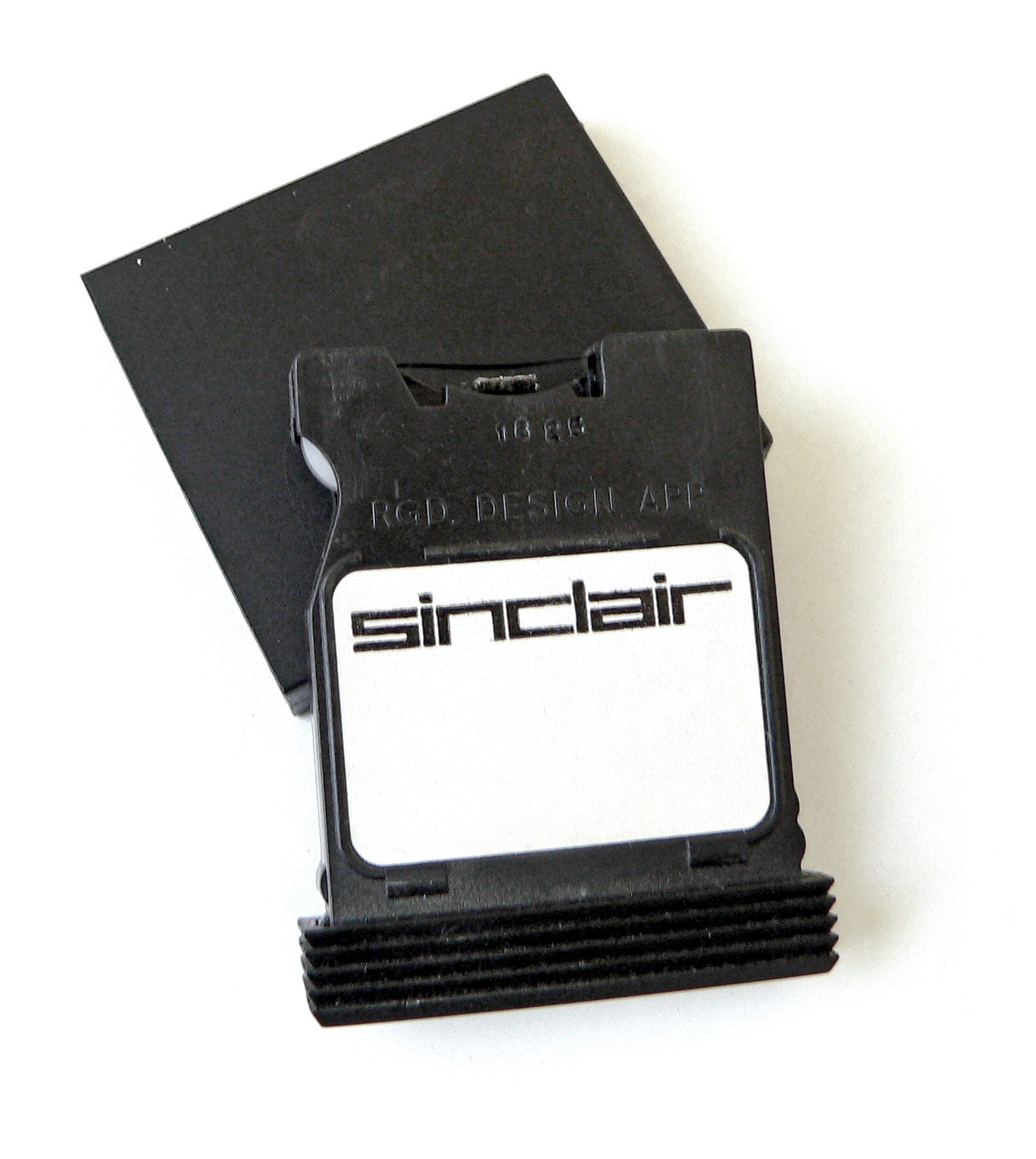
Kasetka ZX Microdrive

Za sprzętową stronę ZX Spectrum odpowiedzialny był Richard Altwasser, uprzednio pracujący nad konstrukcją komputera ZX-81. Zawartość pamięci ROM zaprogramował Steve Vickers, pracownik Nine Tiles Information Handling Ltd., choć część kodu zapożyczono z komputera ZX-81 (tę część zaprogramował John Grant). Klawiaturę komputera opracował Rick Dickinson, pracownik Sinclaira.
- mikroprocesor Zilog Z80A pracujący z zegarem 3,5 MHz[2]; ośmiobitowa szyna danych, szesnastobitowa szyna adresowa;
- pamięć operacyjna: RAM – 16 lub 48 kB (128 kB RAM w modelach ZX Spectrum 128, +2 i +3) i ROM – 16 kB (32 kB w wersjach 128, +2 i +3);
- wyjście na odbiornik telewizyjny (TV-out), wbudowany modulator UHF firmy Astec pozwalający uzyskać obraz w rozdzielczości ekranu 256 × 192 pikseli i 15 kolorach (wyłącznie tryb graficzny), z tym że kolory nie były przypisywane poszczególnym pikselom, ale blokom 8 × 8. Dla każdego takiego bloku mógł być określany kolor tła i zapełnienia oraz wzór. Dodatkowo można było włączyć podwyższoną jasność koloru (BRIGHT 1) uzyskując w ten sposób 15 kolorów do wyboru (czarny z podwyższoną jasnością wyświetlany był jak zwykły czarny). Dla jednego bloku 8 × 8 wszystkie zaznaczone piksele (wartość 1) musiały mieć taki sam kolor, a niezaznaczone (wartość 0) również taki sam. W obrębie bloku mogły więc być widoczne tylko dwa kolory. Powodowało to, zwłaszcza w grach, efekt kanciastej chmurki przy wyświetlaniu postaci na różnokolorowym tle. ZX Spectrum był pierwszym komputerem Sinclair Research zdolnym do wyświetlania obrazu w kolorze;
- klawiatura gumowa (lub plastikowa w modelu ZX Spectrum+), pod nią folia klawiatury. Klawiatura posiadała 40 klawiszy realizujących 193 polecenia wbudowanego języka BASIC;
- wbudowany głośnik sterowany jednobitowo bezpośrednio przez procesor główny (późniejsze modele miały układ AY-3-8912 – 3 kanałowy generator dźwięku, stosowany także w komputerach Amstrad CPC oraz – pod oznaczeniem Yamaha YM-2149 – w Atari ST);
- wbudowany interpreter języka programowania Sinclair BASIC;
- możliwość przechowywania programów na kasetach magnetofonowych zapisywanych i odczytywanych przez standardowy magnetofon kasetowy;
- różne rozwiązania podłączenia stacji dyskietek takie jak najpopularniejsze w Polsce Timex FDD 3 i FDD3000 oraz ich montowane w kraju odpowiedniki (używały dyskietek 3″) czy też kontroler Beta Disk z systemem TR-DOS (można było do nich podłączyć dowolne napędy – zwykle używane były 5.25″);
- możliwość podłączenia dżojstika za pomocą zewnętrznego interfejsu – istniało kilka systemów: Kempston Joystick – najpopularniejszy standard, wbudowany w niektórych klonach ZX Spectrum (Timex 2048 i 2068); Sinclair Joystick – wprowadzony przez Sinclair Research Ltd. jako Interface II, mapowany na klawisze 6–0 (joy 1) i 1–5 (joy 2) i Cursor Joystick – emulujący klawisze kursora. Były też inne, np. Protek Joystick Interface[3].

## Opis
Unikalną cechą ZX Spectrum był sposób wprowadzania programów na klawiaturze: słowa kluczowe języka BASIC były skojarzone z odpowiednimi przyciskami. Ponieważ słów było więcej niż przycisków na klawiaturze, niektóre można było uzyskać np. wciskając jednocześnie przyciski caps shift i symbol shift, a następnie symbol shift i którąś literę. Było to trudne dla początkujących, jednak po przyzwyczajeniu się pozwalało na szybkie wprowadzanie programu.

## Sprzedaż
Komputer w wersji podstawowej (16 kB RAM) rozpoczęto sprzedawać w Wielkiej Brytanii w cenie 125 funtów, a po pół roku cenę zmniejszono do 99,95 funtów, co sprawiło, że ZX Spectrum był pierwszym komputerem generującym kolorowy obraz w cenie poniżej 100 funtów. Wersja z 48 kB pamięci kosztowała 175 funtów (obniżona do 129,95 GBP). Znaczną część sprzedaży stanowił uboższy w RAM model; rozszerzenie pamięci kosztowało około 50 funtów. Pierwsze dni sprzedaży komputera przy kampanii reklamowej podkreślającej walory edukacyjne nowego produktu przyniosły zamówienia przekraczające możliwości produkcyjne. Nabywcy, którzy zamówienia złożyli najszybciej, czekali na dostawę od 12 do 16 tygodni, mimo miesięcznej produkcji wynoszącej 20 tysięcy komputerów.
W Polsce komputery ZX 81 i ZX Spectrum były jednymi z pierwszych, które trafiły do krajowej sprzedaży. Modele produkowane przez Amstrad dystrybuowało przedsiębiorstwo Polanglia Ltd.

## Peryferia
Poprzez złącze krawędziowe do komputera ZX Spectrum można było podłączyć urządzenia peryferyjne, np. drukarkę ZX Printer. Jako pamięć zewnętrzną zastosować można było ZX Microdrive – szybką pamięć masową przechowującą około 90 kB danych na zapętlonej taśmie magnetycznej o szerokości 1,9 mm przechowywanej w nietypowych mikrokasetach.
- ZX Interface 1 – opracowane w roku 1983 rozszerzenie dodające obsługę do 8 napędów ZX Microdrive, sieci i RS232
- ZX Interface 2 – również wprowadzone w roku 1983 i sprzedawane w cenie 19,95 funtów rozszerzenie o obsługę dwóch joysticków i kartridże o pojemności do 16 kB.

Mikrokomputer doczekał się wersji ZX Spectrum+ z ulepszoną klawiaturą oraz ZX Spectrum 128 z pamięcią RAM rozszerzoną do 128 KB i poprawionymi możliwościami muzycznymi. Na rynku dostępne też były dodatkowe cartridge do przyłączania stacji dyskietek, rozszerzania BASIC-a (np. Mega Basic, Beta Basic) itp.

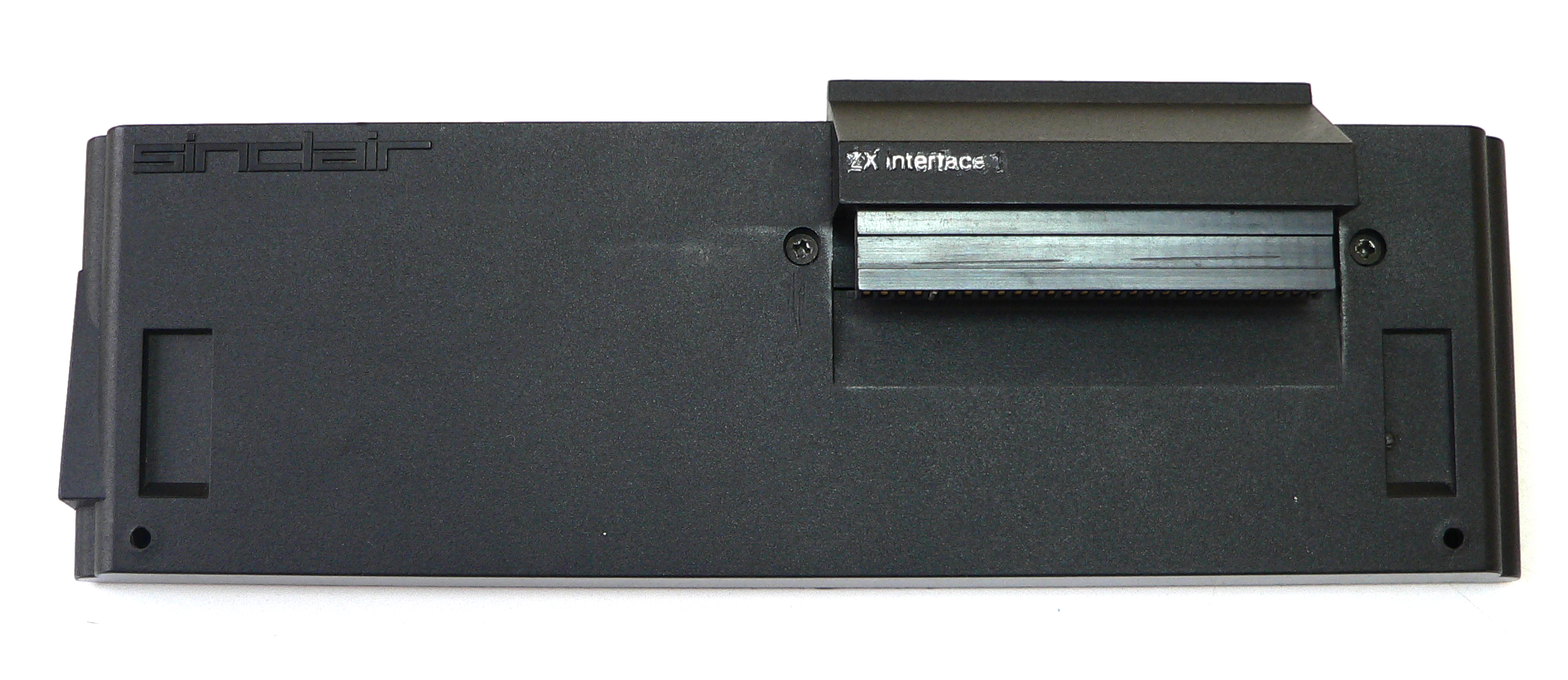
ZX Interface 1
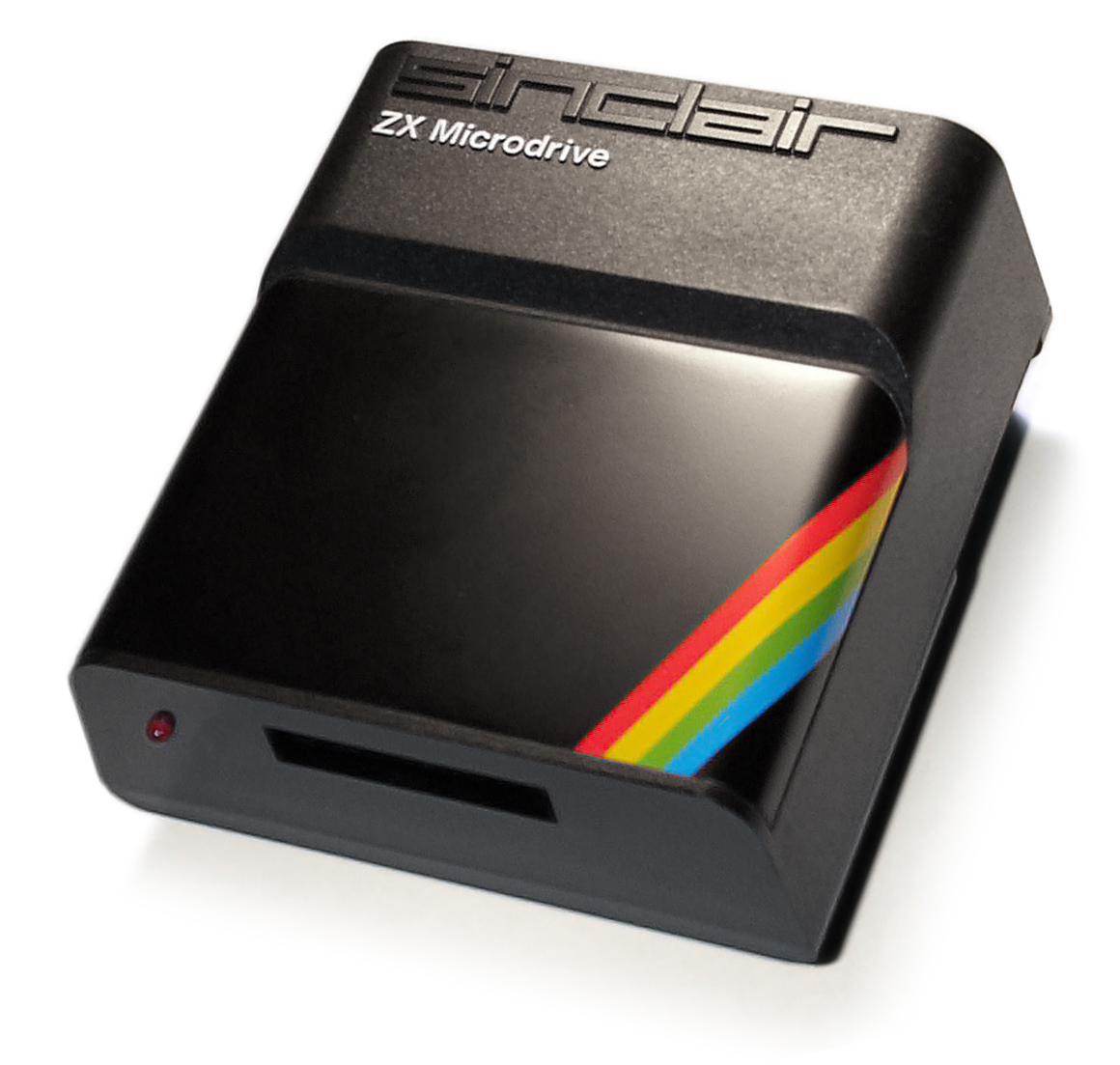
napęd ZX Microdrive
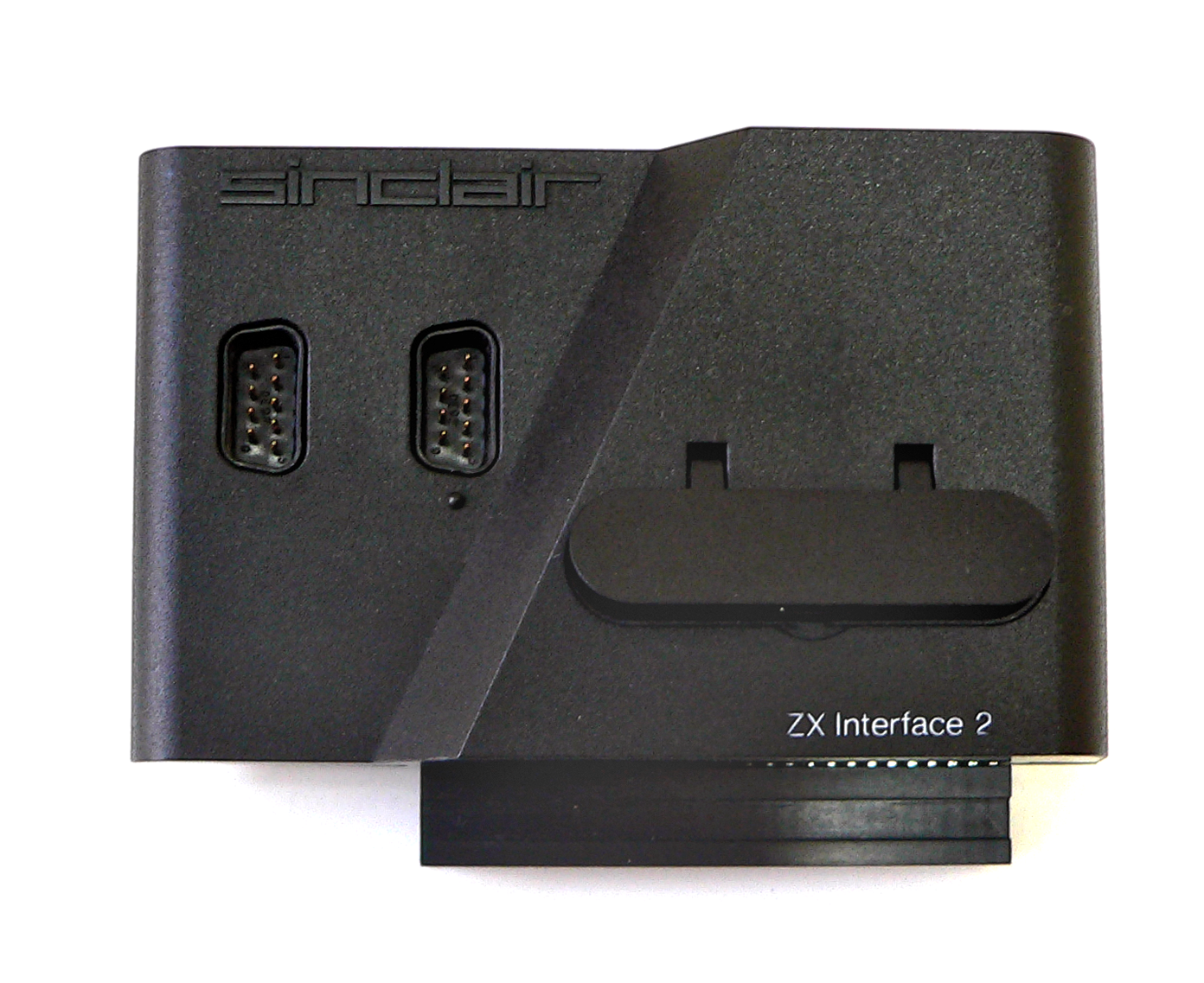
ZX Interface 2
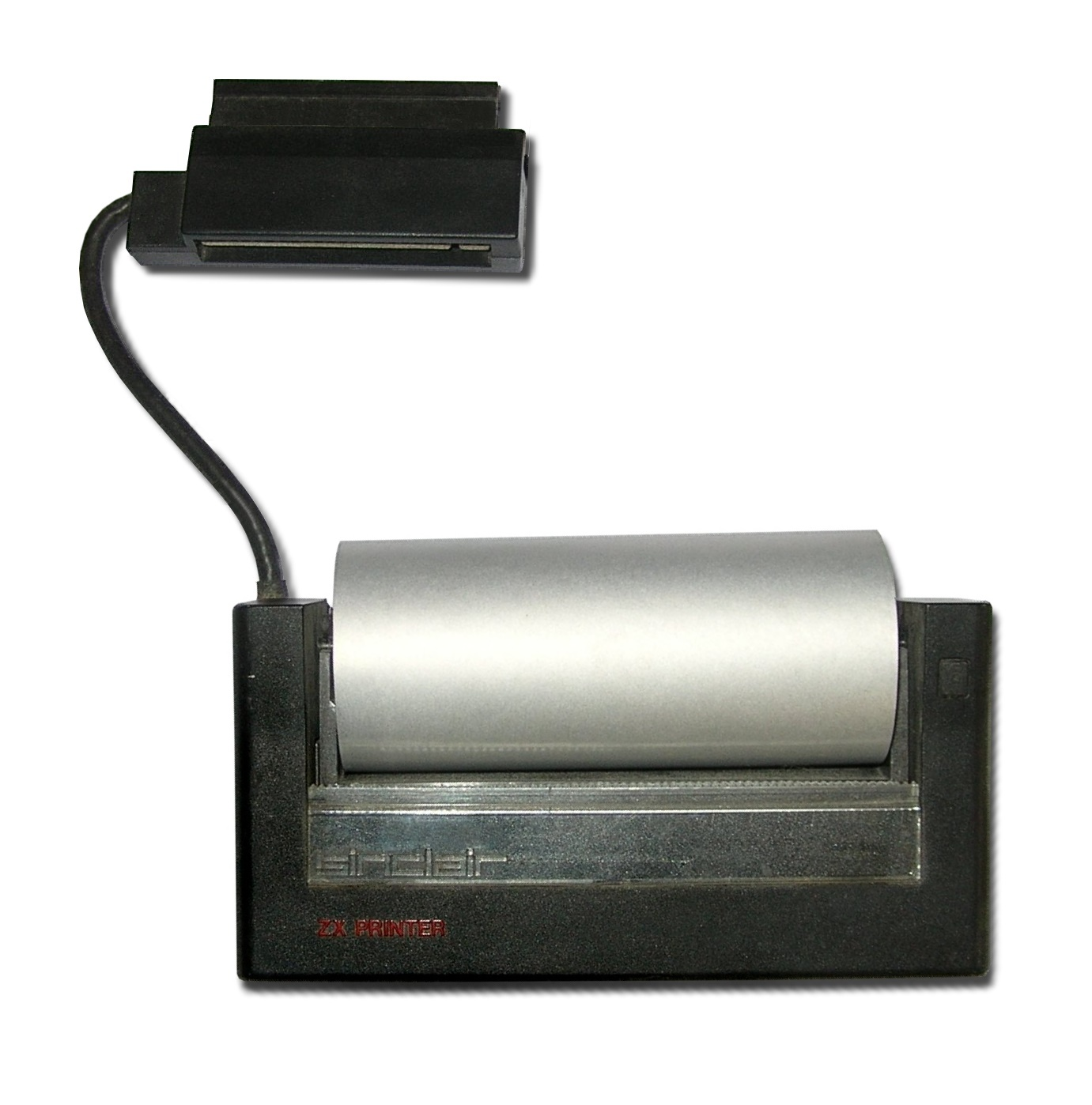
Drukarka ZX Printer
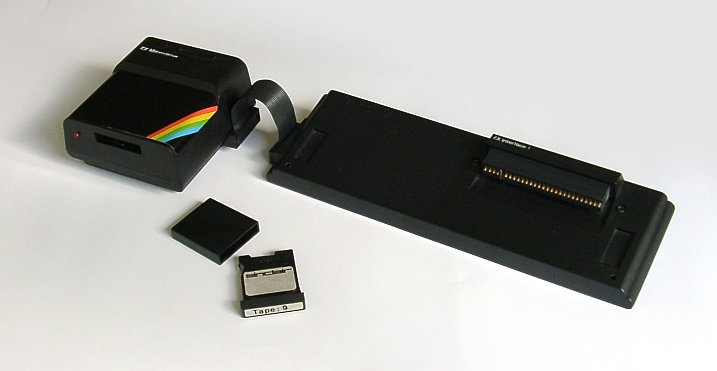
Pamięć taśmowa ZX Microdrive wraz z ZX Interface 1
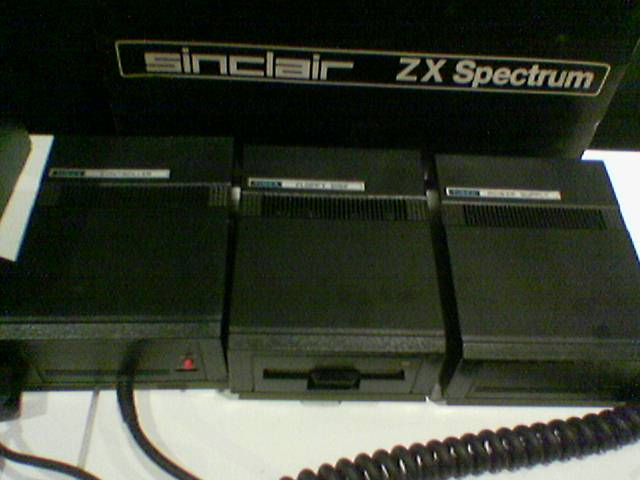
Timex FDD
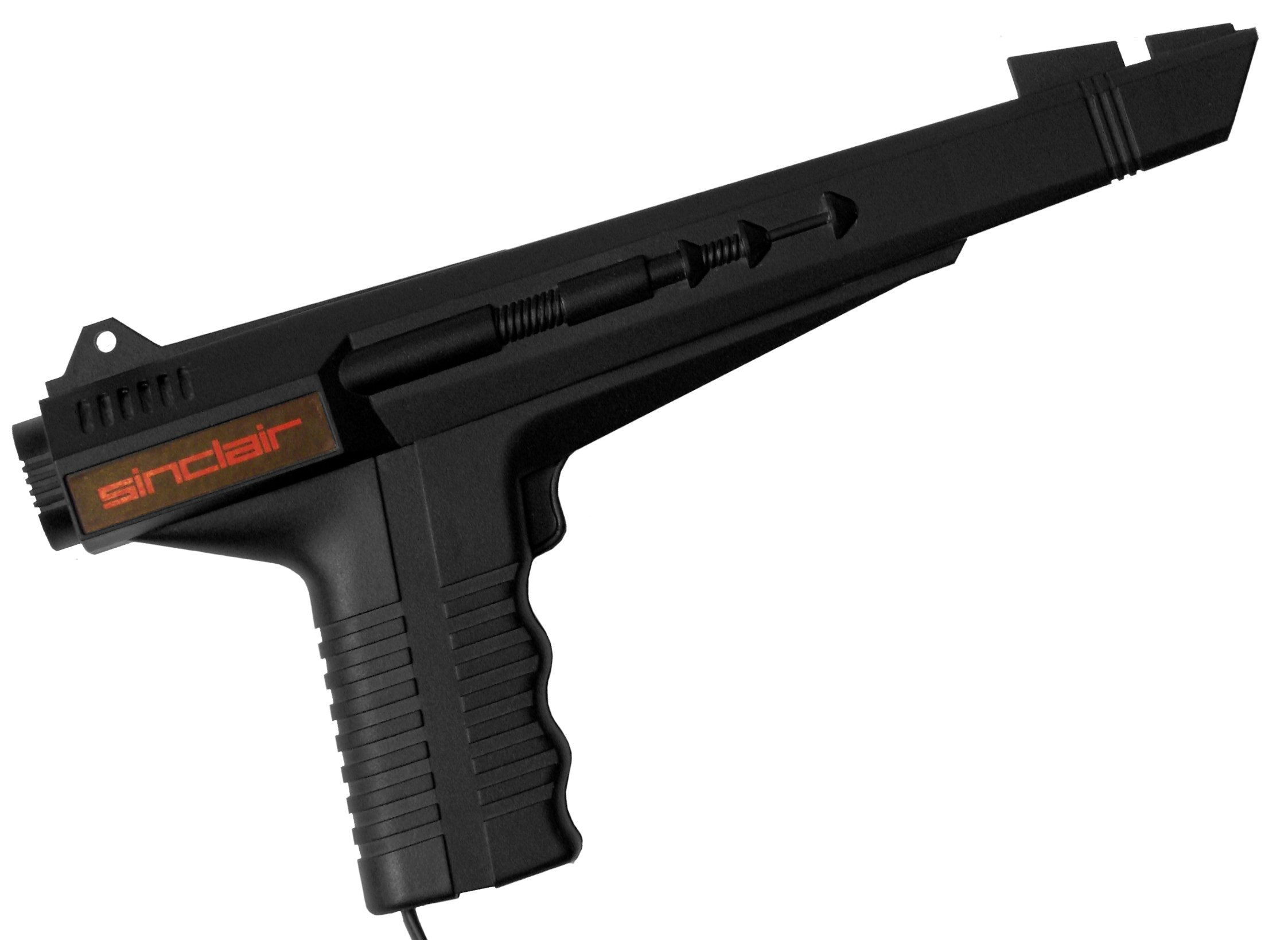
Pistolet świetlny
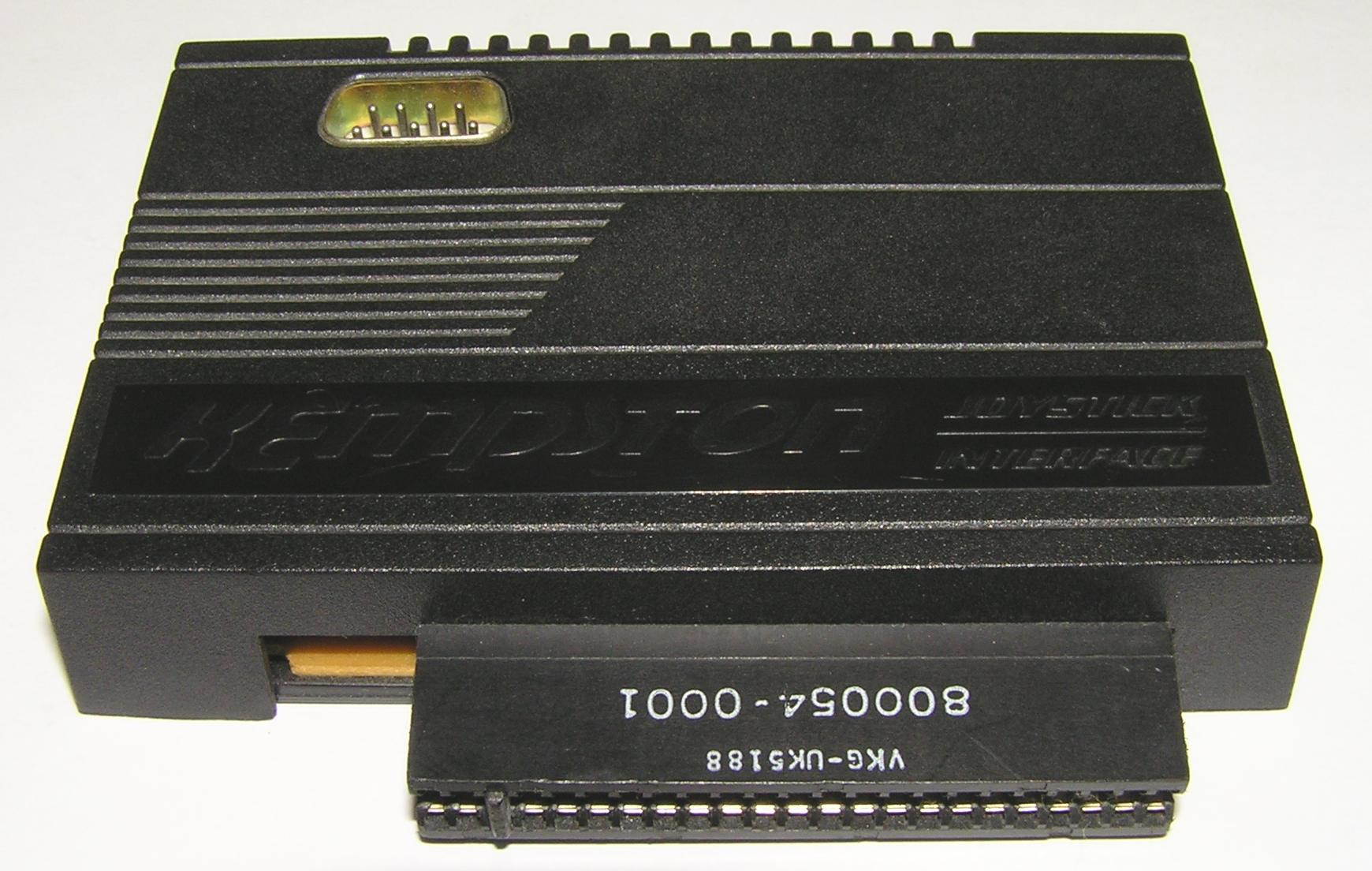
Interfejs Kempston

## Modele

### ZX Spectrum (1982)

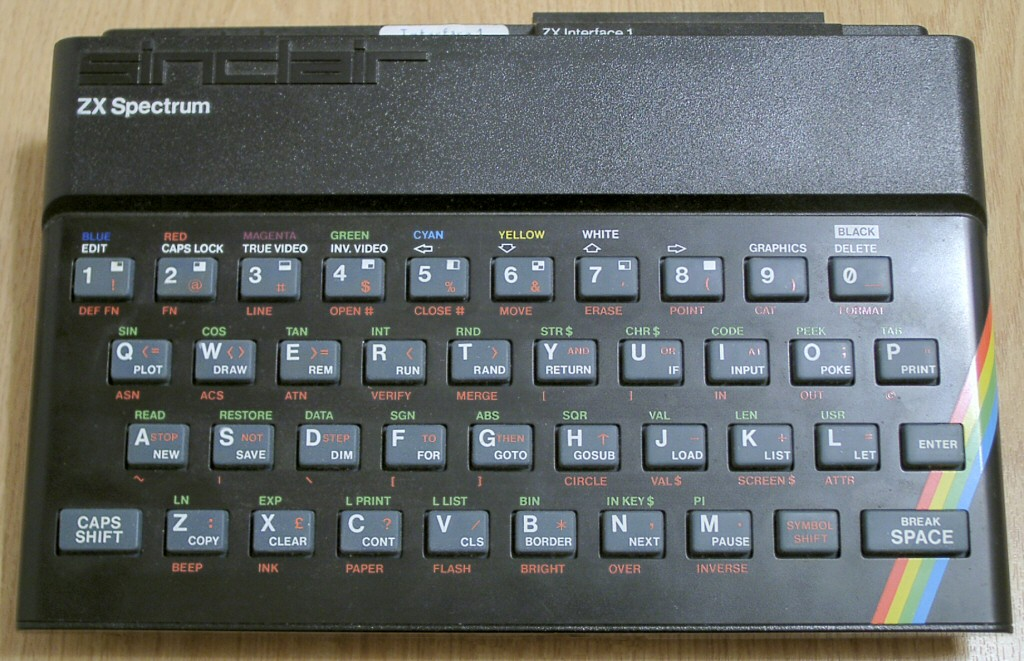
Sinclair ZX Spectrum

Wyprodukowany przez Sinclaira w 1982 i po raz pierwszy zaprezentowany na targach Earls Court Computer Show, dostępny z 16 KB lub 48 KB RAM (zależnie od ceny) i 16 KB ROM. Procesor Z80A 3,54 MHz. Gumowe klawisze, niewielki rozmiar: 23 × 14,4 × 3 cm (trochę większy od arkusza A5: 21,0 × 14,8 cm). Dźwięk jednobitowy generowany był przez CPU, poprzez ustawienie lub zerowanie bitu 4 na porcie 0xFE. Gniazdo współpracy z magnetofonem, telewizorem, 28-stykowa szyna systemowa. Brak portu joysticka.

### ZX Spectrum+ (1984)

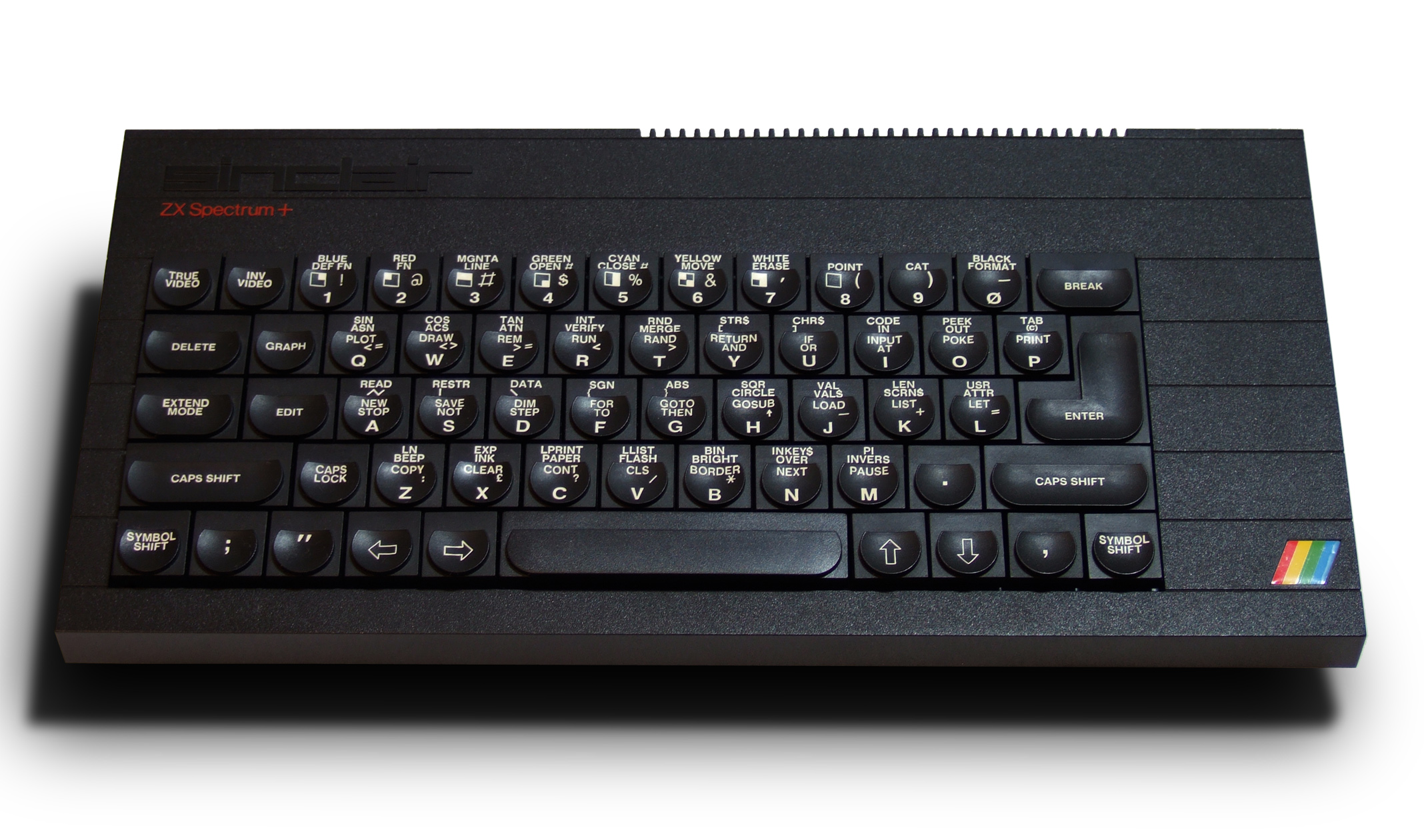
ZX Spectrum+

W Spectrum+ zainstalowano solidniejszą klawiaturę (plastikowe klawisze), wyposażoną w klawisze funkcyjne, które poprzednio były realizowane przez kombinacje klawiszy (w tym klawisze kursora w dolnym rzędzie klawiatury) oraz przycisk reset (z lewej strony komputera). Do roku 1985 sprzedaż komputera zmalała, co spowodowało opracowanie ulepszonej wersji urządzenia.

### ZX Spectrum 128 (1986)

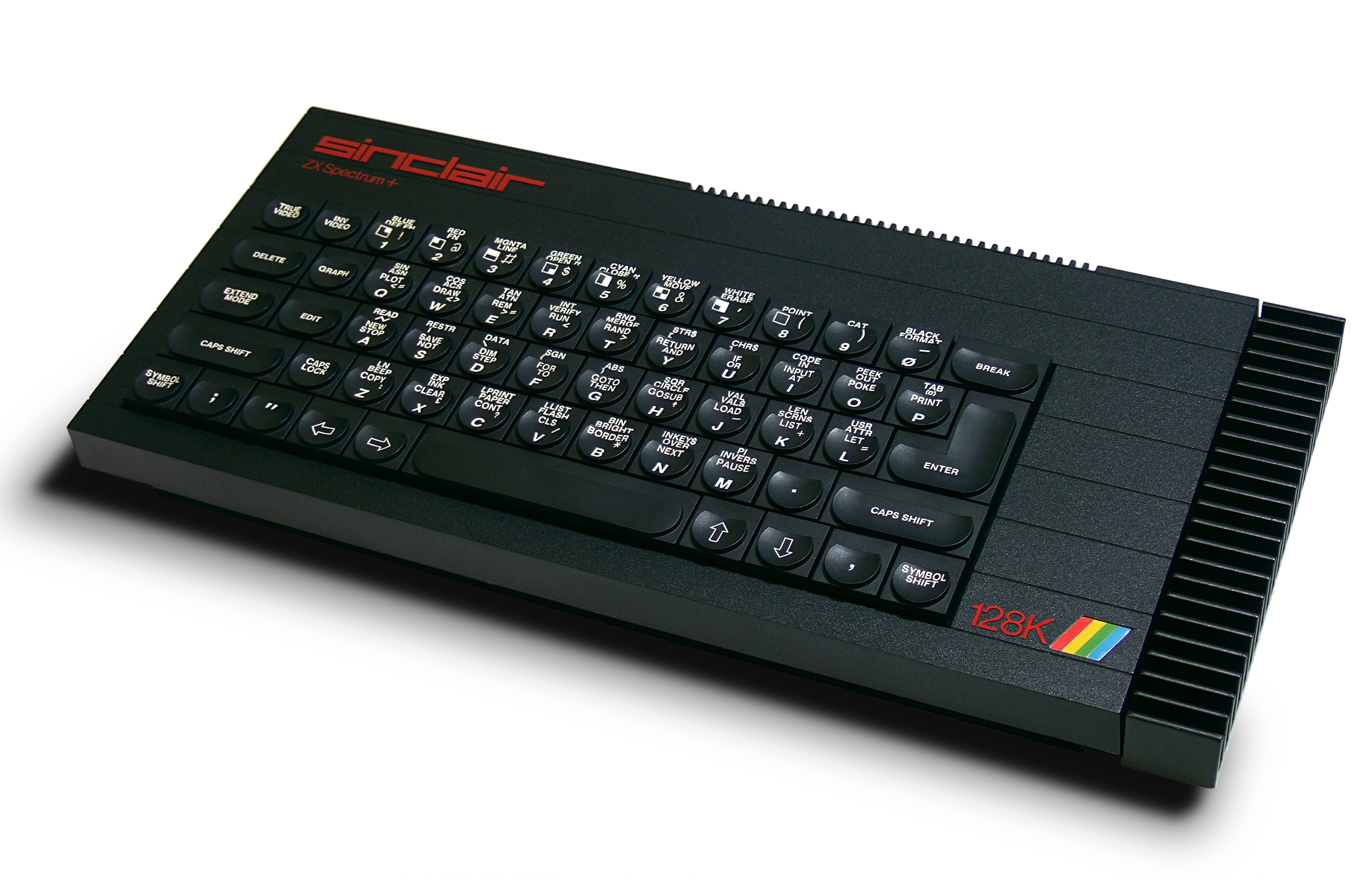
ZX Spectrum 128K (1985)

Ostatni model ZX Spectrum produkowany przez Sinclaira (choć zaprojektowany przez hiszpańską firmę Investronica) i oparty na Spectrum+ wprowadzony został na rynek brytyjski w lutym 1986. Miał 128 KB pamięci RAM (mapowanej jako 16KB strony w obszarze 48–64 K, możliwość zmiany początku adresu pamięci graficznej), 32KB pamięci ROM (w tym poszerzony interpreter BASIC wyposażony w edytor pełnoekranowy i RAM-dysk), trójkanałowy generator dźwięku stereo AY-3-8912 o rozpiętości 7 oktaw, złącze MIDI, port szeregowy RS232, wyjście monitorowe RGB oraz dołączaną, zewnętrzną klawiaturkę numeryczną. Po uruchomieniu komputer znajdował się w trybie BASIC 128, w którym niedostępne było np. wpisywanie poleceń za pomocą jednego klawisza, z możliwością przejścia na w pełni zgodny ze „starym” ZX tryb 48K (z uwagi na większą przestrzeń dla zmiennych systemowych w trybie 128K niektóre programy nie pracowały poprawnie). W trybie 48K komputer imitował poprzedni model, bez dostępu do dodatkowych stron pamięci. Ten model jest rzadko spotykany, gdyż jego produkcji po przejęciu Sinclair Research przez Amstrada szybko zaprzestano.

### ZX Spectrum +2 (1986)

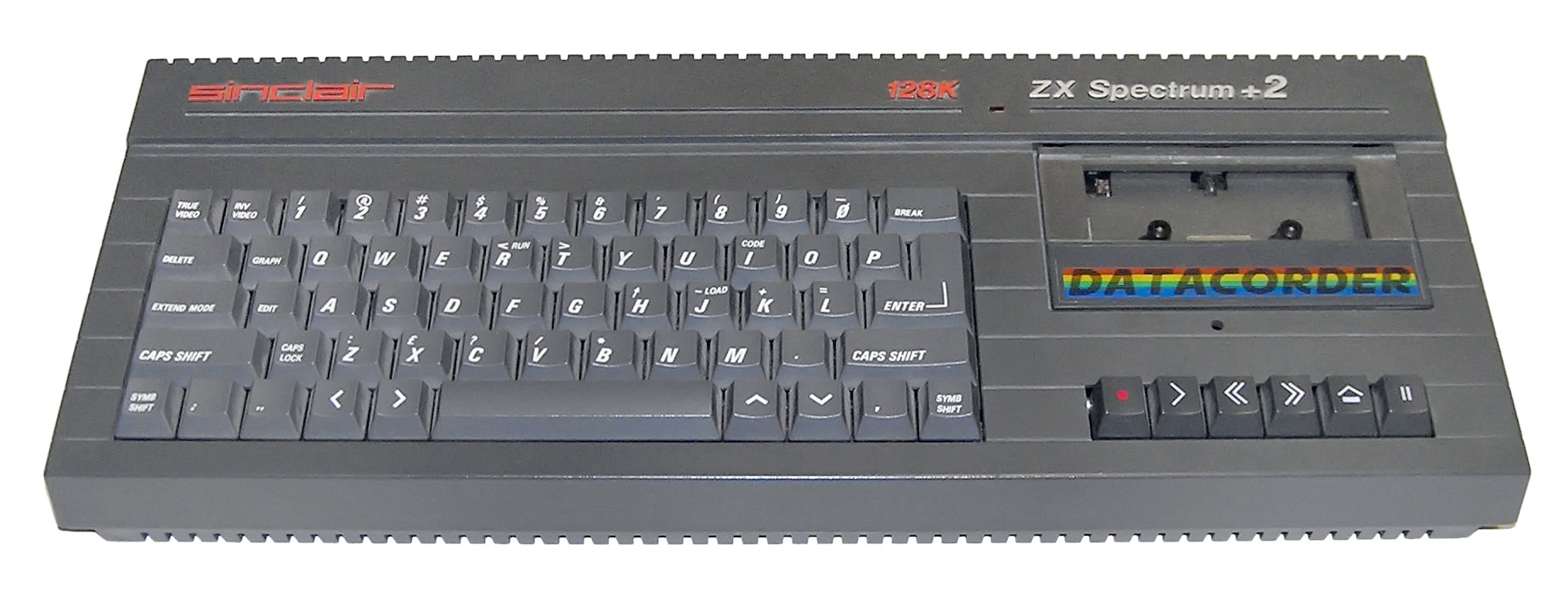
ZX Spectrum +2

Krótko po wykupieniu w roku 1986 firmy Sinclair Research przez Amstrada, kiedy to Sinclair poniósł straty finansowe przypisywane pojazdowi elektrycznemu Sinclair C5, w roku 1987 pojawił się produkowany na Tajwanie ZX Spectrum +2 z możliwościami, które miał ZX Spectrum 128, ale z nową klawiaturą (58 klawiszy w układzie QWERTY), wbudowanym magnetofonem kasetowym (tak jak Amstrad CPC 464; jednostka zamontowana w Spectrum 128 +2 nie była wyposażona, ani w licznik obrotów, ani w mechanizm podsłuchu przy przewijaniu taśmy) i dwoma portami dżojstika. Producent komputera nie przewidział dołączenia zewnętrznego magnetofonu, a obudowa urządzenia zapożyczona była z modelu Amstrad CPC 464.
Klawiatura ZX Spectrum +2 nie zawierała klawiszy z nazwami poleceń języka BASIC, występujących we wcześniejszych wersjach, z wyjątkiem poleceń LOAD, CODE i RUN, które były przydatne podczas wczytywania programów.
Późniejsze modele +2 oraz +3 posiadały mikroprocesor Z80 taktowany zegarem 4 MHz.
Stanowiąc kompletny system z wbudowanym magnetofonem kasetowym, urządzenie sprzedawano raczej z myślą o fanach gier komputerowych, dołączając do każdego zestawu pistolet świetlny.

### ZX Spectrum +3 (1987)

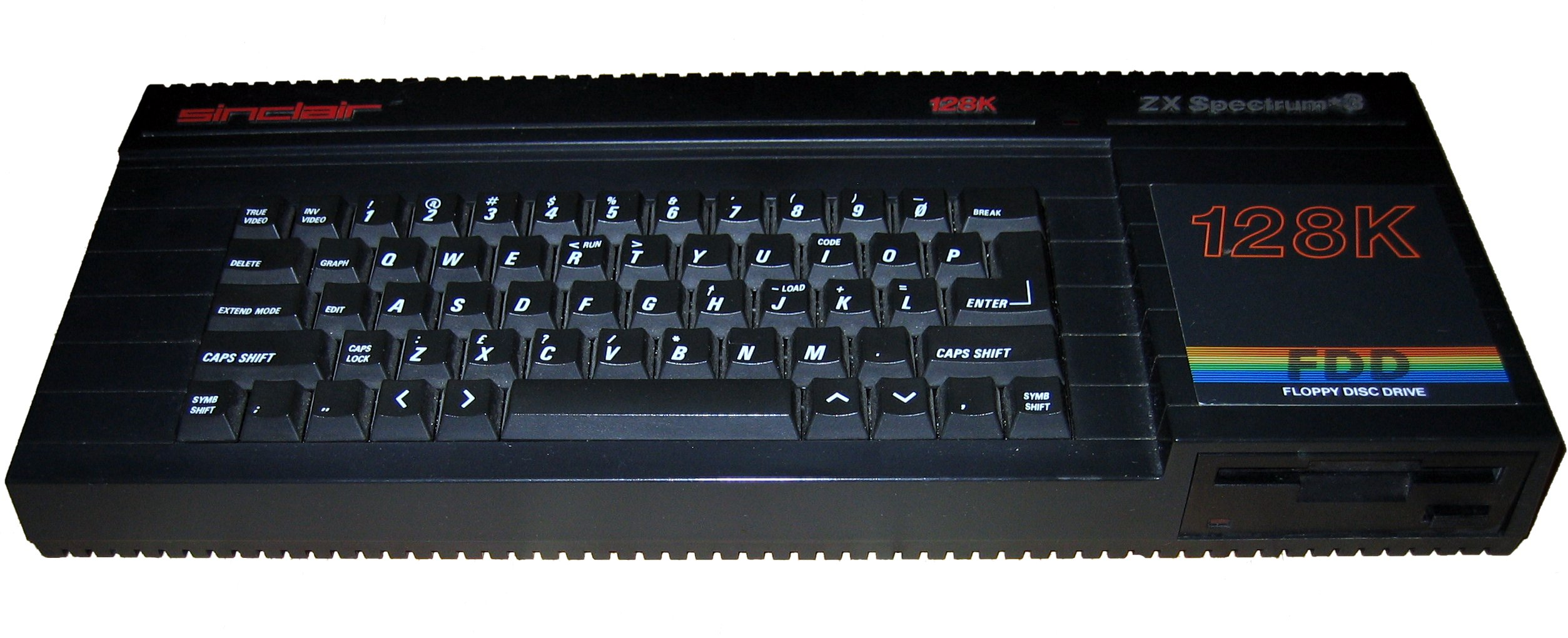
ZX Spectrum +3

W kolejnej wersji ZX Spectrum, produkowanej przez Amstrada w oparciu o ZX Spectrum +2, wprowadzonej na rynek w roku 1988, zamiast magnetofonu kasetowego wbudowana była stacja dysków 3-calowych, charakterystycznych dla produktów Amstrada (jak w Amstradzie CPC 664 oraz 6128), zdolna do zapisania ok. 350 kB danych na dyskietce (40 ścieżek, 9 sektorów, 512 bajtów w sektorze). Ten model ZX Spectrum miał także możliwość pracy pod systemem operacyjnym CP/M.
Urządzenie sprzedawano na rynku brytyjskim w cenie 250 funtów, lecz sprzedaż nie była wysoka, co częściowo przypisywano trzycalowej stacji dyskietek. Sprzedano mniej egzemplarzy modelu +3 niż +2, który oferowano do wczesnych lat 90. XX wieku.

## Klony

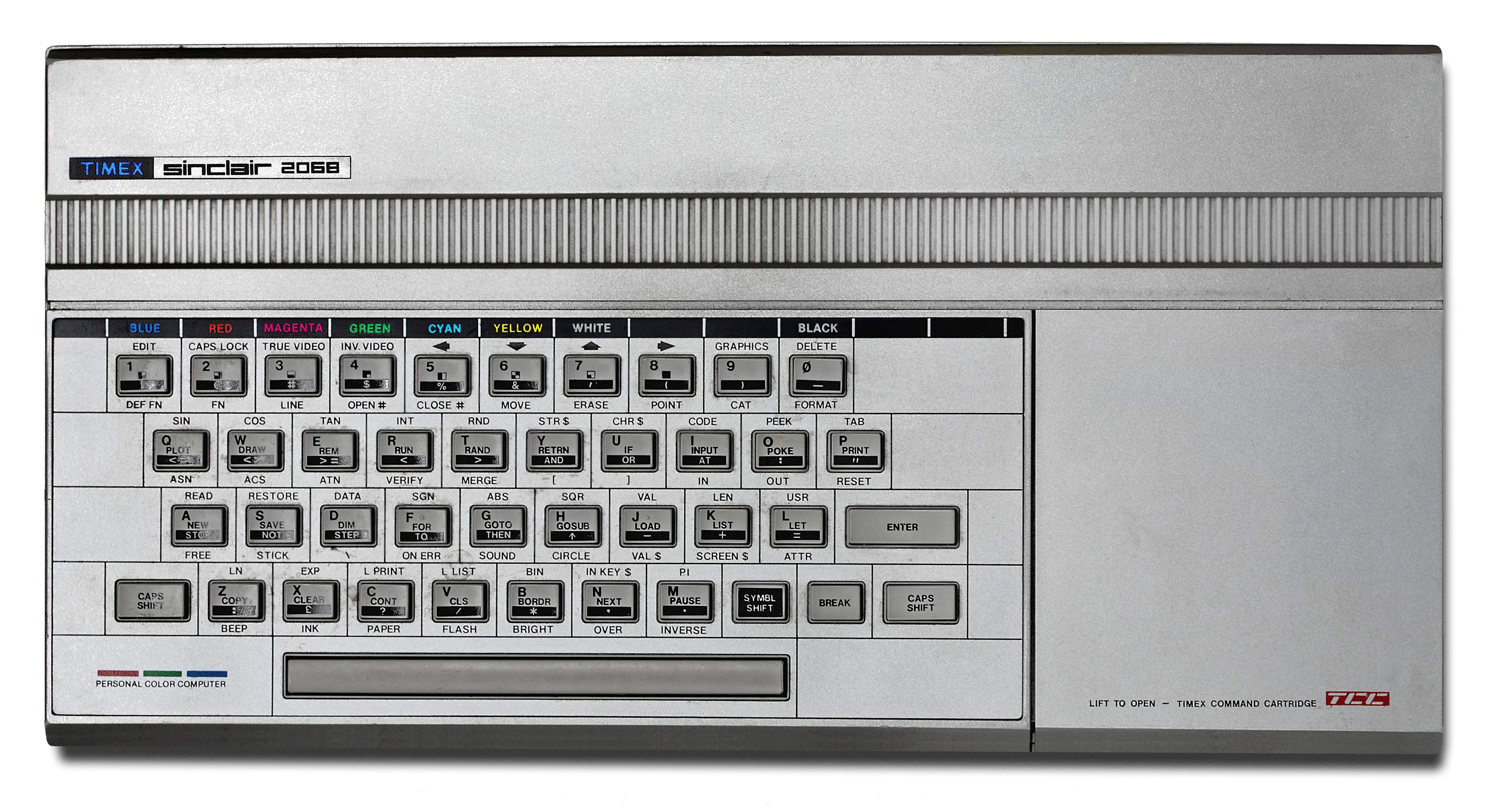
Timex Sinclair 2068

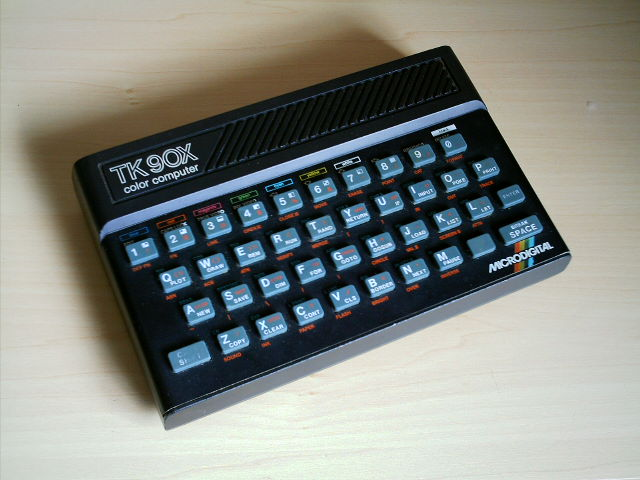
TK 90X – klon ZX Spectrum produkowany przez brazylijską firmę Microdigital Eletronica

Powstało wiele klonów ZX Spectrum. W Polsce najpopularniejszy był Timex TC2048, Timex sprzedawany w sklepach Centralnej Składnicy Harcerskiej, wyposażony w lepszą klawiaturę i port joysticka, oraz zmieniony układ graficzny (oferujący tryby multicolor oraz hi-res z 512 punktami w linii – tryb ten umożliwiał czytelne wyświetlanie 80–96 znaków w wierszu, co pozwalało na sensowną edycję tekstu). W Polsce chałupniczo były produkowane w niewielkich liczbach wersje z dobrą polską klawiaturą kontaktronową i bez błędów dostrzeżonych w ROM-ie, które usunięto (m.in. obsługę przerwań NMI). Wrocławskie Elwro produkowało przez krótki czas komputer Elwro 800 Junior, który miał 3 tryby pracy, w tym zgodności z ZX Spectrum. Gdański Unimor razem z warszawską firmą Polbrit wyprodukował mikrokomputer Unipolbrit 2086, będący klonem Timexa TC2068. SAM Coupé był dystrybuowany w Polsce od 1991 roku przez Electronics Export.
Do dziś w Rosji popularne są nadal tam produkowane komputery Pentagon, Scorpion, ZX-Sprinter i inne, rozszerzone o nowe możliwości klony ZX Spectrum. Najnowszym modelem jest Pentagon 1024 SL (druga połowa pierwszej dekady lat dwutysięcznych).
Istnieją stosunkowo dobrze opracowane – jak na możliwości tego komputera – programy służące do programowania w asemblerze i Pascalu.
W późniejszym okresie dostępne były przeróbki ZX Spectrum rozszerzające pamięć do 80, 128 lub 144 KB, dodatkowy ROM od modeli +2 lub +3, stacje dysków (FDD3 i FDD3000), zewnętrzne układy dźwiękowe AY. W końcowym okresie popularności spotkać można było komputery Spectrum z pamięciami rzędu 1–4 MB, dodatkowymi układami DMA czy 8-bitowymi przetwornikami C/A pozwalającymi na odtwarzanie dźwięku jakości komputerów Amiga. Spotykano także rozwiązania z dyskami twardymi 5″ XT-Bus (zazwyczaj 5–30 MB).

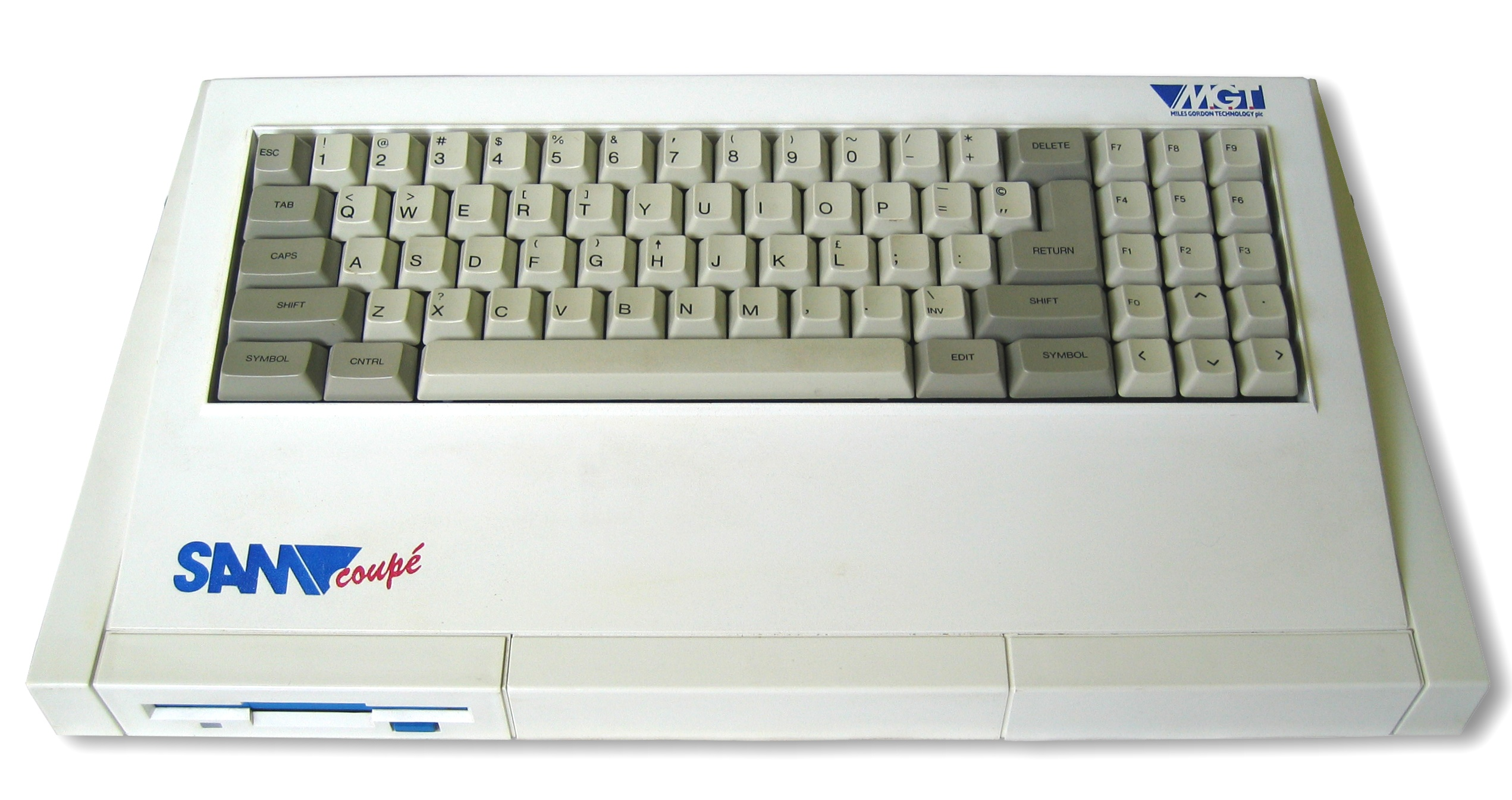
SAM Coupé – klon ZX Spectrum

SAM Coupé, będący ulepszonym klonem ZX Spectrum, posiadał:
- procesor 8 MHz, z możliwością obniżenia prędkości dla zgodności ze starszym oprogramowaniem
- nowy układ graficzny umożliwiający wyświetlanie 512 kolorów w wyższej rozdzielczości
- sprzętową obsługę tzw. sprite’ów
- wbudowany układ dźwiękowy Philips SAA 1099 (6 kanałów, 8 oktaw stereo)
- wysokiej jakości klawiaturę
- 512 kB pamięci RAM
- tryb pełnej zgodności z ZX Spectrum (w tym 128)

## Oprogramowanie
Na ZX Spectrum powstały tysiące programów, w tym wiele gier np. Knight Lore, seria Rebelstar, Manic Miner, Fairlight, Three Weeks In Paradise, Spellbound czy Lords of Midnight. Oprogramowanie użytkowe to m.in.: edytor tekstu Tasword, arkusz kalkulacyjny VU-Calc.

## Emulatory
Ze względu na dużą liczbę gier istnieją emulatory tego mikrokomputera na PC, Amigę i Macintosha.
- Spectaculator
- iSpeccy iOS (iPhone, iPad, iPod Touch) – https://web.archive.org/web/20120211235102/http://ispeccy.com/
- XPECCY (Linux/Windows) – http://xpeccy.info

## Kultura popularna
- Za pomocą zwykłego telewizora oraz komputera ZX Spectrum astronom Jan Hanasz dokonał akcji sabotażowej polegającej na zakłócaniu emisji programu Telewizji Polskiej przez podziemną „Solidarność” w regionie toruńskim w PRL w 1985 roku. Akcję tę nazywaną potocznie „Telewizją Solidarność” amerykański pisarz Buck Bloombecker zaliczył do jednego z bardziej spektakularnych aktów hakerskich świata[14].
- Podczas audycji komputerowej Rozgłośni Harcerskiej, nadawano w eter sygnał zawierający programy komputerowe, które można było nagrać na kasetę magnetofonową, np.: język programowania Logo. Ponadto płyta winylowa „Poniżej Krytyki” zespołu Papa Dance, również zawierała zakodowany program, był to quiz na temat zespołu[15].
- Komputer ZX Spectrum został wykorzystany w filmie Seksmisja. Użyto go przy montażu efektów specjalnych.
- Andrzej Kurek zaprojektował logo popularnego programu popularnonaukowego „Sonda” i wygenerował je na ZX Spectrum.

## Przykłady
Przykładowy program w BASICu dla ZX Spectrum 48k wpisujący do pamięci obrazu losowe bajty czego efektem jest pokrycie ekranu kolorową mozaiką:
```
 
5
 
CLS

10
 
FOR
 
N
=
1
 
TO
 
1000

20
 
POKE
 
16384
+
6144
*
RND
,
 
255
*
RND

30
 
POKE
 
22528
+
768
*
RND
,
255
*
RND

40
 
NEXT
 
N

```

Symulacja dywanu Sierpińskiego na ZX Spectrum 48k (animacja ekranu)

Przykładowy program dla ZX Spectrum 48k rysujący okręgi w losowym miejscu i o losowym promieniu:
```
 
5
 
BORDER
 
0

 
10
 
PAPER
 
0

 
20
 
INK
 
4

 
25
 
CLS

 
30
 
FOR
 
n
=
1
 
TO
 
1000

 
40
 
LET
 
r
=
2
*
88
*
RND

 
50
 
LET
 
x
=
2
*
128
*
RND

 
60
 
LET
 
y
=
2
*
88
*
RND

 
70
 
IF
 
x
-
r
<
0
 
THEN
 
GO
 
TO
 
200

 
80
 
IF
 
x
+
r
>
255
 
THEN
 
GO
 
TO
 
200

 
90
 
IF
 
y
-
r
<
0
 
THEN
 
GO
 
TO
 
200

100
 
IF
 
y
+
r
>
175
 
THEN
 
GO
 
TO
 
200

110
 
CIRCLE
 
x
,
y
,
r

200
 
NEXT
 
n

```